# Thivolleo
Thivolleo és un gènere d'arnes de la família Crambidae.

## Taxonomia
- Thivolleo albicervix Maes, 2006
- Thivolleo meruensis Maes, 2006
- Thivolleo rubritactalis (Hampson, 1918)
- Thivolleo xanthographa (Hampson, 1913)